# Catonsville
Catonsville est une census-designated place américaine située dans l’État du Maryland, dans la périphérie de Baltimore, dans le comté de Baltimore. Sa population s’élevait à 41 567 habitants lors du recensement de 2010.

## Histoire
La région était peuplée par les Amérindiens Piscataway ou Pascatae, apparentés aux Algonquins. La ville a été fondée par Richard Caton. Son beau-père, Charles Carroll (signataire de la Déclaration d'indépendance américaine), l’avait chargé de développer la région. Une maison a été construite pour la famille Caton en 1787. La zone est alors nommée Catonville. Dans les années 1830, le nom actuel s’est imposé.

## Enseignement
La ville abrite l'UMBC, un campus qui s'étend également sur la localité d'Arbutus.

## Sport
La ville accueille de nombreuses installations sportives, telles que l'UMBC Stadium (pour le soccer, la crosse ou l'athlétisme) ou encore le Retriever Soccer Park (pour le soccer uniquement) entre autres, principalement utilisés par le club universitaire des Retrievers de l'UMBC en plus des autres équipes locales.

## Source
- (en) Cet article est partiellement ou en totalité issu de l’article de Wikipédia en anglais intitulé « Catonsville, Maryland » (voir la liste des auteurs).